# Тотора (город)
Тотора (исп. Totora, кечуа T'utura) — город в западной части Боливии. Административный центр провинции Сан-Педро-де-Тотора в департаменте Оруро. Самый высокогорный населённый пункт в Боливии.

## География
Расположен на высоте 4023 м над уровнем моря, в 188 км к югу от столицы Боливии, города Ла-Пас.

## Население
Население по данным переписи 2001 года составляет 212 человек; по данным переписи 1992 года оно составляло 150 человек. Основной язык населения — аймара, является родным для 97 % населения провинции Сан-Педро-де-Тотора.

## Климат
Среднегодовая температура составляет 7 °C; годовое количество осадков — около 330 мм.